# Pseudocatolaccus transversus
Pseudocatolaccus transversus är en stekelart som beskrevs av Dzhanokmen 1979. Pseudocatolaccus transversus ingår i släktet Pseudocatolaccus och familjen puppglanssteklar.
Artens utbredningsområde är Kazakstan. Inga underarter finns listade i Catalogue of Life.